# 特雷莱韦恩
特雷莱韦恩（法語：Trélévern，法語發音：[tʁelevɛʁn]）是法国阿摩尔滨海省的一个市镇，位于该省西部，属于拉尼永区。

## 地理
特雷莱韦恩（48°48'30"N, 3°22'18"W）面积6.94 平方千米，位于法国布列塔尼大區阿摩尔滨海省，该省份为法国西北部沿海省份，位于布列塔尼半岛北部，北濒大西洋英吉利海峡，西接菲尼斯泰尔省，南至莫尔比昂省，东临伊勒-维莱讷省。
与特雷莱韦恩接壤的市镇（或旧市镇、城区）包括：卡姆莱兹、凯尔马里亚叙拉尔、卢阿内克、特雷武-特雷吉涅克。

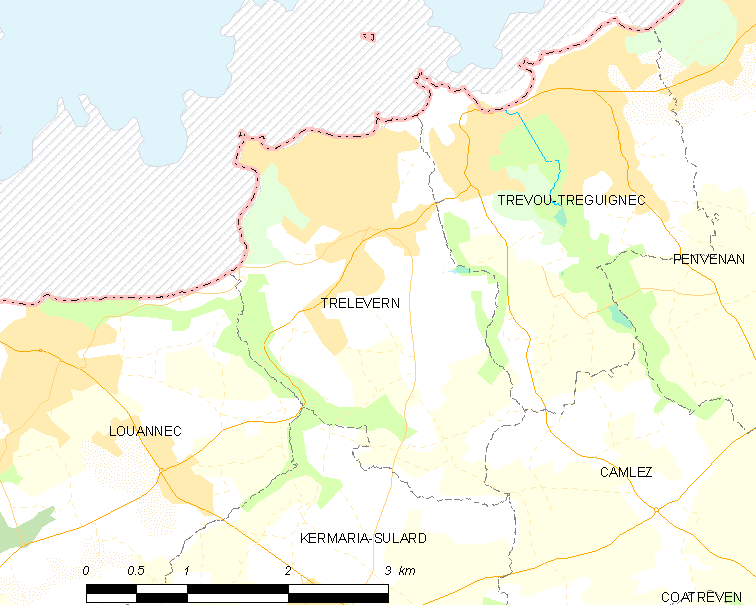
特雷莱韦恩的OSM定位图

特雷莱韦恩的时区为UTC+01:00、UTC+02:00（夏令时）。

## 行政
特雷莱韦恩的邮政编码为22660，INSEE市镇编码为22363。

## 政治
特雷莱韦恩所属的省级选区为佩罗斯吉雷克县。

## 人口

1962-2008年间特雷莱韦恩人口变化图示

特雷莱韦恩于2022年1月1日时的人口数量为1240人。